# Thomas W. Herren

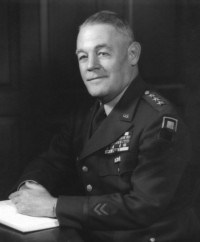
Generalleutnant Thomas W. Herren (1954)

Thomas Wade Herren (* 9. August 1895 in Daleville, Alabama; † 4. Juni 1985 in Washington, D.C.) war ein US-amerikanischer Generalleutnant der US Army, der zwischen Juli und Oktober 1945 Kommandeur der 70. Infanteriedivision (70th Infantry Division) sowie zuletzt zwischen 1954 und 1957 Kommandierender General der Ersten US-Armee (First US Army) war.

## Leben

### Offiziersausbildung, Erster Weltkrieg und 1920er Jahre
Thomas Wade Herren, Sohn von Woodson S. Herren, begann nach dem Besuch der Tallapoosa Country High School 1914 ein Studium an der University of Alabama, das er 1917 beendete. Nach einer darauf folgenden kurzzeitigen Tätigkeit als Lehrer an der High School in Gadsden begann er Kriegseintritt der Vereinigten Staaten in den Ersten Weltkrieg am 6. April 1917 im Mai 1917 als Kadett eine Offiziersausbildung im Fort McPherson und wurde am 15. August 1917 im vorübergehenden Rang eines Leutnants in die reguläre Armee übernommen sowie zum 78. Feldartillerieregiment (78th Field Artillery Regiment) in Fort Bliss versetzt. Nach einem Lehrgang an der US Army Field Artillery School wurde er mit seinem Regiment nach Frankreich verlegt und war dort zunächst stellvertretender Chef (Executive Officer) sowie zuletzt bis zum Ende des Ersten Weltkrieges Chef einer Batterie.
Nach Ende des Ersten Weltkrieges war Herren zunächst Kommandeur der A-Eskadron des 3. Kavallerieregiments (3rd Cavalry Regiment) sowie im Anschluss in Boston Rekrutierungsoffizier für das Gebiet des I. Korps (I Corps) in Neuengland. Nachdem er zwischen 1926 und 1927 die Heereskavallerieschule (US Army Cavalry School) besucht hatte, wurde er als Kommandeur einer Eskadron sowie Regimentsadjutant zum 8. Kavallerieregiment (8th Cavalry Regiment) nach Fort Bliss versetzt. Dort war er daneben Kapitän der Pferdeshowmannschaft sowie Mitglied des Polo-Teams. Für nahm an Manöver im heutigen Big-Bend-Nationalpark teil, bildete Rekruten für die Kavallerie aus und unterstützte bei der Hilfe und Versorgung Tausender Mexikaner, der Häuser durch das Hochwasser des Rio Grande 1927 zerstört wurden. Im Anschluss war er zwischen 1930 und 1935 Kommandeur der F-Eskadron sowie Regimentsadjutant des in Fort Oglethorpe stationierten 6. Kavallerieregiments (6th Cavalry Regiment) und war auch dort Kapitän der Pferdeshowmannschaft sowie des Polo-Teams. Zugleich nahm er mit seiner Eskadron an den jährlichen Manövern der Heeresinfanterieschule (US Army Infantry School) in Fort Benning teil.

### Zeit derGreat Depressionbis zum Zweiten Weltkrieg

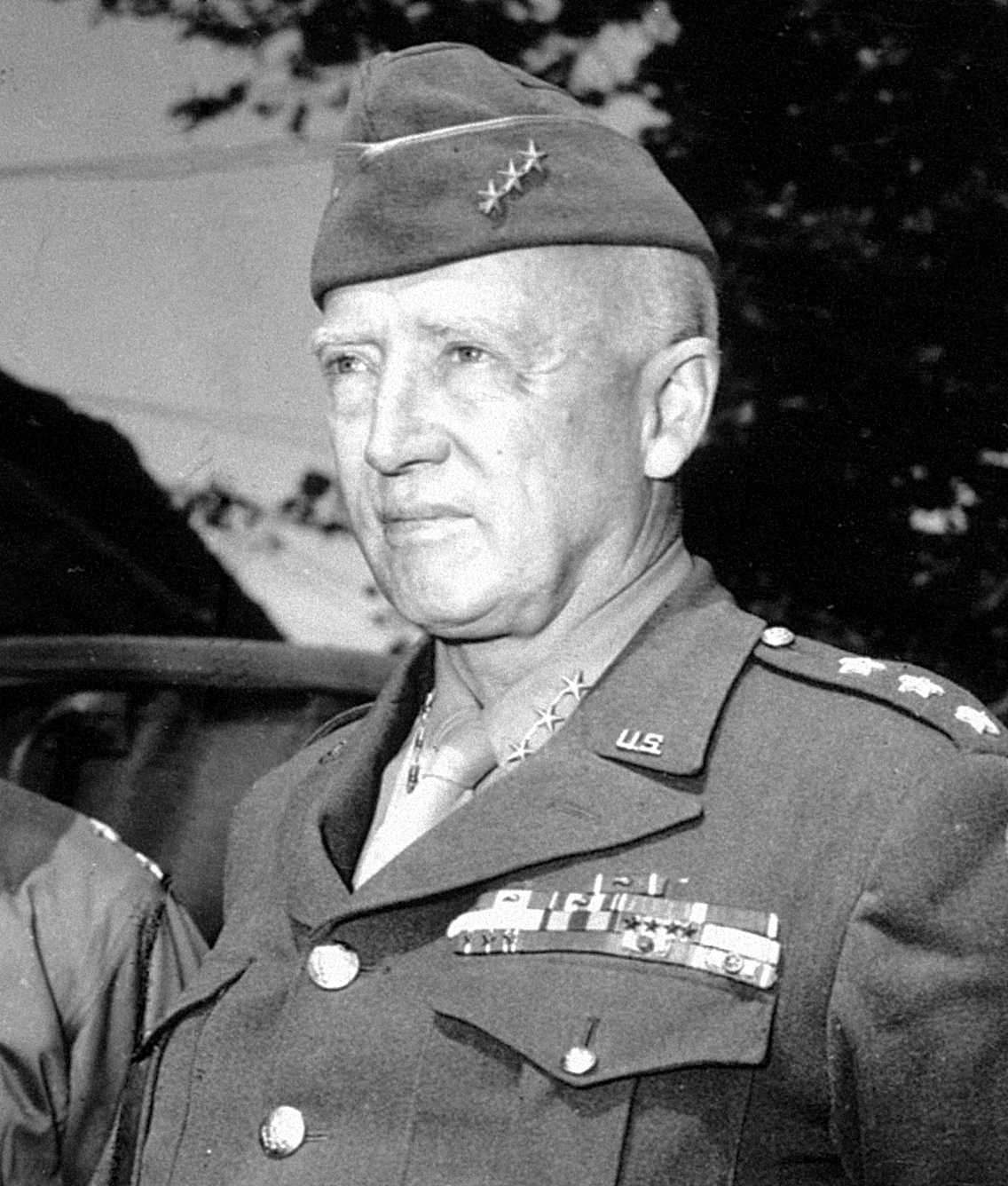
General George S. Patton und dessen Panzertruppen verwendeten während des Zweiten Weltkriegs Taktiken und Techniken, die von Major Thomas W. Herren als Kavallerie-Instrukteur an der US Army Infantry School in Fort Benning Ende der 1930er Jahre mitentwickelt wurden

Während der Great Depression im Zuge der Weltwirtschaftskrise leistete die US Army logistische Unterstützung im Rahmen der von der US-Regierung aufgelegten Arbeitsbeschaffungsmaßnahme Emergency Conservation Work, dem späteren Civilian Conservation Corps (CCC). Herren wurde in dieser Zeit nach Gatlinburg versetzt, von wo aus er den Bau, die Versorgung und Arbeit von 17 CCC-Lagern im Great-Smoky-Mountains-Nationalpark organisierte und überwachte. Die dabei eingesetzten örtlichen Mitarbeiter, die sogenannten „local experienced men“ (LEM), wurden eingesetzt, um das tote Kastanienholz zu fällen, es in die Berge zu bringen und zu Bauholz zu zersägen, um die Lager für junge männliche Freiwillige aus städtischen Gebieten zu errichten. Nachdem die Lager gebaut und besetzt waren, kehrte er nach Fort Oglethorpe zurück, um CCC-District Supervisor für Tennessee und North Carolina zu werden. Während dieser Zeit belegte er verschiedene Lehrgänge in chemischer Kriegsführung, Hygiene, Lebensmittelversorgung, Öffentlichkeitsarbeit und andere für das Militär wichtige Themen. 1935 wurde er zum Major befördert und absolvierte das Command and General Staff College (CGSC) in Fort Leavenworth. Nach dessen Abschluss 1936 wurde er US Army Cavalry School nach Fort Riley versetzt, an der er bis 1938 Instrukteur für Taktik war. Zu dieser Zeit wurde die „Mechanisierung“ in den Lehrplan eingeführt und die von der Abteilung von Herren entwickelten Taktiken und Techniken wurden später während des Zweiten Weltkriegs von General George S. Patton und dessen Panzertruppen verwendet.
Im Sommer 1938 wurde Herren als Kavallerie-Instrukteur zur US Army Infantry School in Fort Benning versetzt, wo er auch Vorsitzender des Ausschusses für Tierverwaltung und Transport war. Er bekleidete diese Funktion vier Jahre lang bis 1942 und wurde in dieser Zeit am 18. August 1940 zum Oberstleutnant befördert. Dadurch war er verantwortlich für alle schulischen Aktivitäten, die die Nutzung der Pferde und Aufklärungsfahrzeuge betrafen sowie Entwicklung und Demonstration von Taktiken für Spähwagen und leichten Aufklärungsfahrzeugen aller Art. Er arbeitete mit den dortigen Infanterie-Instrukteuren zusammen, um die Verwendung von leichten Panzern, gepanzerten Autos und anderen mechanisierten Geräten zu entwickeln. Der Einsatz von Panzerabwehrbataillonen wurde zu dieser Zeit erstmals eingeführt. Die Infanterie-Schule verfügte über einen Stall mit Pferden, die für taktische Ausritte und Mobilität in schwerem Gelände eingesetzt wurden, und ihre Pferdeshow- und Poloteams boten Schülern und Mitarbeitenden der regulären Garnison Freizeitmöglichkeiten.

### Zweiter Weltkrieg
Nach dem Angriff auf Pearl Harbor am 7. Dezember 1941 und dem Eintritt der Vereinigten Staaten in den Zweiten Weltkrieg am darauf folgenden 8. Dezember 1941 wurde Herren zum Oberst befördert und Anfang 1942 zum Kommandeur des zur Nationalgarde von Illinois gehörenden 106. Kavallerieregiment (106th Cavalry Regiment) ernannt, das zur Ausbildung in Camp Livingston stationiert war. Dieses Regiment war eines der ersten mit mechanisierter Ausrüstung und wurde in einem Schnellkurs auf den Auslandseinsatz vorbereitet. Jeder Einzelne musste umgeschult, neue Fächer unterrichtet und Taktiken und Techniken entwickelt sowie perfektioniert werden. Als Kommandant bereitete er das Regiment durch intensives Training unter anderem durch die Teilnahme bei zwei Louisiana Maneuvers auf den Kampfeinsatz vor. Als das Regiment im Dezember 1943 nach Europa entsandt wurde, übernahm er den Posten als Kommandant der US Army Cavalry School in Fort Riley und hatte diesen bis Oktober 1944 inne. Am 4. September 1944 zum Brigadegeneral befördert.
Im Oktober 1944 wurde Brigadegeneral Thomas W. Herren als Stellvertreter von Generalmajor Allison J. Barnett Assistierender Kommandeur der 70. Infanteriedivision (70th Infantry Division), die sich in Fort Leonard Wood auf ihren Einsatz in Nordwesteuropa vorbereitete. Im Dezember 1944 wurde die unvollständige Division mit den Infanterieregimentern 274, 275 und 276 ohne Spezialtruppen nach Marseilles verschifft und nahm als Einsatzgruppe Herren (Task Force Herren) innerhalb der Siebten US-Armee (Seventh US Army) Kampfeinsätze in Nordwest-Frankreich, vor allem in der Region Elsass und Lothringen. Die Einsatzgruppe Herren nahm bis zur Ankunft der fehlenden Divisionstruppen an zahlreichen Gefechten gegen das Unternehmen Nordwind (31. Dezember 1944 bis 25. Januar 1945) der deutschen Wehrmacht sowie entlang des Rhein teil. Im Juli 1945 wurde er als Nachfolger von Generalmajor Allison J. Barnett schließlich selbst Kommandeur der 70th Infantry Division und verblieb auf diesem Posten bis zur Auflösung der Division am 11. Oktober 1945.

### Nachkriegszeit
Nach seiner Rückkehr in die USA wurde Herren 1945 stellvertretender Chef des Stabes für Planung (Deputy Chief of Staff, G-3) der Vierten US-Armee (Fourth US Army] in Fort Sam Houston und plante sowie überwachte in dieser Funktion bis 1946 die Ausbildungsprogramme im Gebiet der Vierten Armee. Im Sommer 1946 wurde er nach Korea versetzt, wo er Chef des Stabes des XXIV. Korps (XXIV Corps) unter dem Kommando von Generalmajor John R. Hodge. In einer darauf folgenden Verwendung als stellvertretender Kommandierender General für zivile Angelegenheiten der Achten US-Armee (Eighth US Army) sowie als Kommandierender General der Korean Communications Zone plante er die Einführung der wirtschaftliche Rehabilitation und Wiederherstellung der Zivilregierung Koreas. Er organisierte Unterkünfte für Angehörige des Armeepersonals, richtete Schulen für Kinder und führte Englischkurse an koreanischen Schulen ein. Er beaufsichtigte auch die Organisation der Militär- und Zivilregierung und sorgte dafür, dass koreanische Beamte in Regierungspositionen geschult wurden. Herren beaufsichtigte die Wahlen im Jahr 1949, die zur Regierung der Republik Korea führten. Zudem organisierte und überwachte die Korean Communications Zone  Konferenzen zwischen der Sowjetunion und den Vereinigten Staaten, um nach der Teilung Koreas die Vereinigung zu erörtern, und gab dem Komitee der Vereinten Nationen für Korea Leitlinien. Ende 1948 wurde er Kommandeur der in Tokio stationierten 2. Brigade der 1. Kavalleriedivision (1st Cavalry Division).
Nach seiner Rückkehr in die USA wurde Herren zum Generalmajor befördert und übernahm im Stab des US-Verteidigungsministers vom 1. August 1949 bis zum 28. Februar 1950 den Posten als Leiter der Abteilung Sonderdienste (Chief of Special Services Division) im Heeresministerium. In dieser Position leitete und überwachte er alle Ausbildungsprogramme der Institute der US-Streitkräfte für die US Army sowie die Ausbildung im Ausland. Daneben war er verantwortlich für das Sport- und Erholungsprogramm des Heeres in den USA sowie im Ausland, zu der auch die Vorbereitung der Teilnahme von Angehörigen der US Army bei den Olympischen Sommerspielen 1952 in Helsinki gehörte. Nachdem sein Dienstposten als Chief of Special Services vom Amt des US Army Adjutant General’s Corps übernommen worden war, wurde er wiederum am 1. März 1950 Kommandierender General des Militärbezirks von Washington, D.C. (US Army Military District of Washington) mit Hauptquartier im Fort Lesley J. McNair und behielt diese Funktion bis zum 15. Mai 1952.

### Koreakrieg und Kommandierender General der Ersten US-Armee
Im Anschluss wurde Generalmajor Thomas W. Herren am 15. Mai 1952 während des Koreakrieges abermals stellvertretender Kommandierender General der Achten US-Armee (Eighth US Army) und bekleidete diese Funktion bis September 1953. Zugleich war er wieder Kommandierender General der Korean Communications Zone sowie Wirtschaftsberater der Regierung der Republik Korea. Dabei handelte es sich um ein wichtiges Kommando, das für die Aktivitäten der US-Armee in den südlichen zwei Dritteln Südkoreas verantwortlich war. Er beaufsichtigte den Umgang mit Kriegsgefangenen, Flüchtlingen sowie die logistische Unterstützung und Versorgung der Kampfeinheiten der Achten US-Armee. Er empfing die zurückgeführten US-Kriegsgefangenen und erleichterte deren Rückkehr in die Vereinigten Staaten. Umgekehrt umfasste seine Verantwortung die Inhaftierung und später die Rückkehr kommunistischer Kriegsgefangener nach Nordkorea.
Nach Ende des Koreakrieges wurde Generalmajor Herren im September 1953 Kommandierender General des Nordkommandos NORCOM (Northern Area Command) der US-Armee in Europa (US Army Europe) mit Hauptquartier in Frankfurt am Main und verblieb dort bis November 1954. Er befehligte erneut die logistische Unterstützung und Versorgung der Streitkräfte und Militärangehörigen der US-Armee in über zwei Dutzend Standorten, Unterposten und Ausbildungsgebieten in Norddeutschland. NORCOM bestand aus den ehemaligen Militärposten Frankfurt am Main und Würzburg sowie dem Unterposten Bamberg des Militärposten Nürnberg, der Rhein-Main Air Base und Wiesbaden Air Base. Seine enge Zusammenarbeit mit den Behörden der Bundesrepublik Deutschland ermöglichte den Bau und die Vermietung von Wohnungen, den Erwerb von Schulgebäuden, die Organisation eines Schulsystems für amerikanische Kinder, die Bereitstellung von Lehrkräften und die Überwachung von Bildungsprogrammen. Während seiner Amtszeit wurden dort über 6.000 Wohneinheiten und Einrichtungen für über eine Milliarde US-Dollar gebaut.
Zuletzt wurde Thomas Wade Herren am 1. Dezember 1954 zum Generalleutnant befördert und löste Generalleutnant Withers A. Burress als Kommandierender General der Ersten US-Armee (First US Army). Diesen Kommandeursposten hatte er bis zu seinem Eintritt in den Ruhestand am 31. Juli 1957 inne, woraufhin Generalleutnant Blackshear M. Bryan seine Nachfolge antrat. Zugleich war er zwischen 1954 und 1957 Standortkommandant von Fort Jay auf Governors Island in der Upper New York Bay. Zu seinen Aufgaben gehörten alle Operationen im Bereich der Ersten US-Armee, einschließlich Ausbildung und Versorgung. Er beaufsichtigte den Betrieb der Programme des Ausbildungskorps für Reserveoffiziere ROTC (Reserve Officer Training Corps) in 50 Schulen, Colleges und vier Militärinstituten. Er vertrat die Vereinigten Staaten zudem im Militärausschuss der Vereinten Nationen. Am 31. Juli 1957 schied er nach vierzig Dienstjahren aus dem aktiven Militärdienst.
Im Anschluss war er noch bis 1967 in der Privatwirtschaft tätig. Seine Ehefrau Lillian Hague Corcoran, Tochter eines Kavallerieoffiziers, verstarb fünf Jahre später am 28. August 1990 im Alter von 87 Jahren. Aus dieser in den 1930er Jahren geschlossenen Ehe gingen die Söhne Thomas W. Herren Jr., und John D. Herren hervor, die beide Absolventen der US Military Academy in West Point war. Herren und seine Ehefrau wurden nach ihrem Tode auf dem Nationalfriedhof Arlington beigesetzt.

## Auszeichnungen
Auswahl der Dekorationen, sortiert in Anlehnung an die Order of Precedence of Military Awards:
- Army Distinguished Service Medal
- Legion of Merit
- Army Commendation Medal